# イブラヒム・ミュテフェッリカ
イブラヒム・ミュテフェッリカ（İbrahim Müteferrika、1674年－1745年）は、オスマン帝国に仕えたハンガリー系の外交官。
トランシルバニアのクルジュ出身。幼い頃にキリスト教聖職者になるべく教育を受けたが、後にイスラム教に改宗してオスマン帝国に仕えて外交官として活躍した。彼の最も著名な功績は1727年にムスリムによる最初の活版印刷所をイスタンブールに創設したことである。非ムスリムによる活版印刷は比較的早い時期からオスマン領内でも行われていたが、神学者や法学者は活版印刷、特にアラビア語の活版印刷は宗教的に反すると主張していた（法学者達にとって書写は生業のひとつでもあり、活版印刷の普及により既得権を失うことへの反発もあった）。彼は活版印刷の重要性を唱え、アフメト3世よりイスラム教に関する印刷を行わないことを条件として活版印刷所設置の勅許を得た。彼の設置した印刷所からは辞書や文法書、地理書、歴史書などの印刷が行われて、トルコ国内への知識の普及のみならず、後の西欧化を促す要素を果たした。